# Расстрелы в Парамитьи

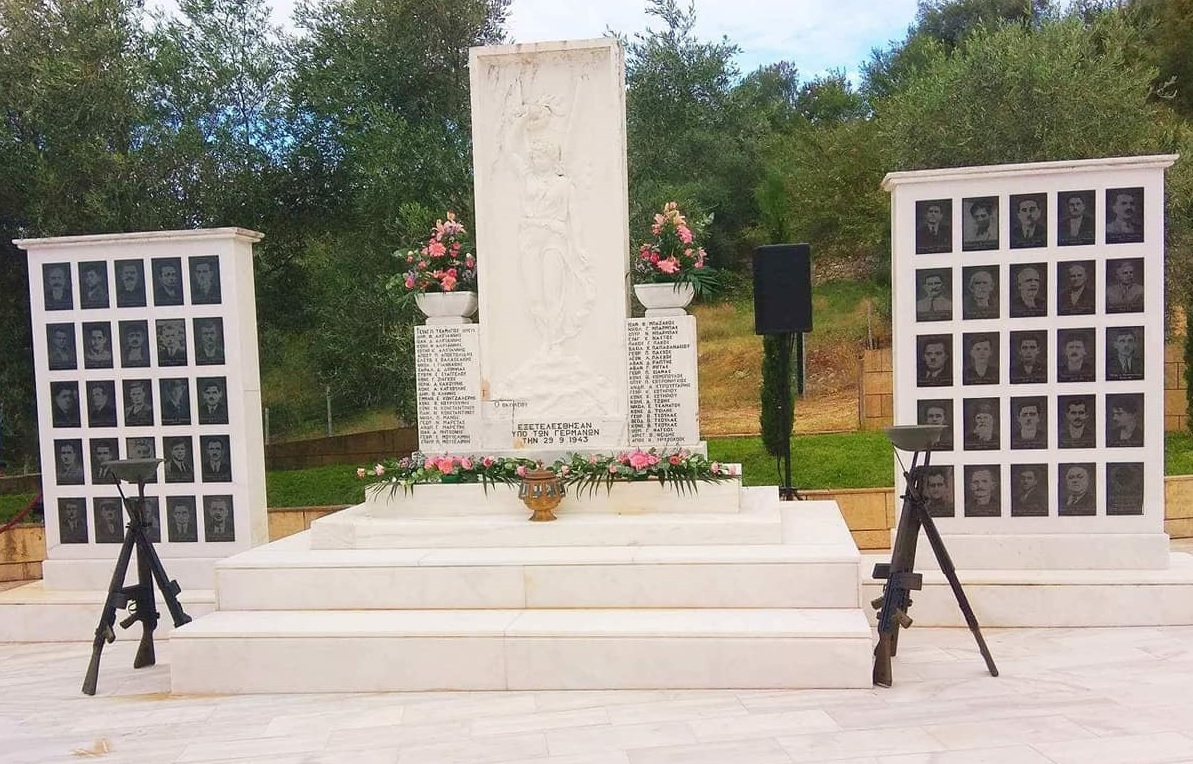
Мемориал в память о мирных жителях, ставшими жертвами резни в Парамитье.

Расстре́лы в Парамитье, известные также как «Резня в Парамитье» (19-29 Сентября 1943 г.) — военное преступление, осуществлённое совместно нацистами из 1-й горнопехотной дивизии и милицией местных албанцев-мусульман (чамские албанцы), в городе Парамитья (Греция) и регионе во время оккупации Греции в годы Второй мировой войны. 201 греческий житель был убит и 19 сёл региона были разрушены.. После войны состоялась серия судов, но ни одного из военных преступников не удалось арестовать и привлечь к ответственности.

## Предыстория
Город Парамитья был административным центром нома Теспротия, Эпир, до Второй мировой войны. В то время город имел смешанное население, состоявшее из 3 тыс. православных греков и 3 тыс. чамских албанцев-мусульман. Пропаганде стран оси было легко склонить на свою сторону чамских албанцев, имевших привилегии против греческого населения при турках, но потерявших их в 1913 г., когда греческая армия освободила регион в ходе Первой балканской войны. Местным албанцам было обещано, что они станут частью Великой Албании после окончания войны. В результате, чамское население в большей своей части сотрудничало сначала с итальянскими, а позже с немецкими войсками и совершило ряд преступлений против гражданского греческого населения. Оккупационные власти учредили местную чамскую администрацию в Парамитья, назначив Джемиля Дино губернатором Теспротии и представителем правительства Албании. Кроме местной чамской администрации (Këshilla) и милиции, с июля 1942 г. действовала также и военная организация Kosla.

## Деятельность против сил Сопротивления и первая волна казней
В силу активизации Греческого Сопротивления в регионе, в сентябре 1943 г., немецкий полковник Йозеф Ремольд приказал произвести совместные германо-албанские операции. 18 сентября того же года 60 греческих жителей были арестованы и на следующий день 9 из них были расстреляны перед школой. 20 сентября немцы и албанцы вступили в бои с отрядами ЭДЕС (греческая партизанская армия правой политической ориентации, которой командовал генерал Наполеон Зервас, поддерживаемая англичанами). Ремолд отмечал, что чамские формирования очень эффективны, знают местность и подтвердили свою значимость в карательных операциях. 24 сентября 5 солдат немецкого патруля были убиты греческими партизанами. Их тела были изувечены до неузнаваемости. Разнеслись слухи, что это дело рук албанцев с целью спровоцировать анти-греческие погромы. Послевоенные расследования не подтвердили эти предположения.

## Репрессии
27 сентября совместные германо-албанские силы начали широкомасштабные операции, сжигая сёла севернее Парамитьи и убив в ходе операции 50 греческих крестьян. Отряд албанцев в 150 человек, согласно заявлению немецкого майора Штёккерта, «проявил себя очень хорошо». Не удовлетворившись этой операцией, албанская милиция стала обыскивать каждый дом в Парамитьи. Чамский офицер Мазар Дино арестовал по имевшемуся списку 53 жителей и поместил их под арест в местную школу в ожидании казни. Местный священник Доротеос поехал в город Янину, с надеждой убедить немецкого генерала Губерта Ланца отменить казнь.

## Казнь
Братья Мазар и Нури Дино, которые организовали эту акцию с целью уничтожить греческую интеллигенцию и опасаясь результатов поездки Доротеоса, немедленно приступили к действиям . В полночь 29 сентября арестанты были вывезены к расстрелу вне города. Среди расстрелянных были православный священник, доктор, 6 учителей и предприниматели.

## Суды и ответственность
В послевоенные годы в Греции состоялся ряд судов, связанных с военными преступлениями стран Оси в Греции. Однако ни один из обвиняемых не был арестован и заключён в тюрьму, поскольку все они покинули страну. На Нюрнбергском процессе генерал Губерт Ланц заявил, что расстрелы и репрессии — часть законов войны, однако он не в курсе дела о расстрелах в Парамитьи. В 1948 г. Национальное Бюро Греции о военных преступлениях приступило к юридическому расследованию военных преступлений Италии, Болгарии, Германии и албанцев на территории Греции. Днями позже были выданы ордера на арест, но поскольку все обвиняемые находились за границей, дела перешли в МИД страны с неизвестными результатами. Следует отметить, что с Албанией Греция де-юре находилась в состоянии войны до 1970 г. В Нюрнберге (Hostages Trial in Nuremberg-1948) американские судьи назвали казни в Парамитьи «запрограммированными убийствами».